# Zdzisław Nitka
Zdzisław Nitka (ur. 1962 w Obornikach Śląskich) – polski malarz-ekspresjonista.

## Życiorys
Studiował na PWSSP we Wrocławiu, gdzie obecnie wykłada. W 1987 obronił dyplom z malarstwa w pracowni prof. Józefa Hałasa. Inspiruje się bezpośrednio niemieckim ekspresjonizmem pierwszych dwudziestu lat XX wieku, widoczne są również zainteresowania sztuką prymitywną, zwłaszcza afrykańską. Jak sam określił, bardzo duży wpływ na jego późniejsze inspiracje miała wystawa niemieckich ekspresjonistów, którą obejrzał we Wrocławiu, będąc jeszcze uczniem liceum. Z premedytacją zachowuje postawę outsidera, w jego pracach widoczny jest dystans wobec zdobyczy cywilizacji.
W wielu obrazach prowadzi dialog z dziełami innych artystów, które bądź wprost pojawiają się w kompozycjach (jak np. Arcydzieła w lesie), bądź służą jako inspiracje formalne.

## Wystawy

### Indywidualne
- Galeria „Test”, CBWA, Warszawa, 1988,
- Galeria „Obraz”, Poznań, 1989,
- Galeria Działań, Warszawa, 1989,
- Malarz Nitka. Malarstwo, grafika, rysunek, Muzeum Śląskie w Katowicach, 2008

### Zbiorowe
- Ekspresja lat 80., Sopot, 1986,
- Polnische Kunst der Gegenwart – Vision und Wirklichkeit, Monachium, 1987, Brema, 1988,
- Arsenał '88, Warszawa, 1988, (wyróżniony nagrodą honorową)
- Świeżo Malowane, Warszawa, 1988,
- Młody Wrocław, Katowice, 1989,
- Drzwi Otwarte Sztuki Polskiej, Kopenhaga, 1989,
- Młode malarstwo Polskie, Lwów, Moskwa, 1989
- I Pokonkursowa Wystawa Malarstwa im. Eugeniusza Gepperta, Wrocław, 1989,